# 애플시드 (2004년 영화)
애플시드(Appleseed)는 일본에서 제작된 아라마키 신지 감독의 2004년 애니메이션, SF, 액션 영화이다. 코바야시 아이 등이 주연으로 출연하였고 소리 후미히코 등이 제작에 참여하였다.

## 출연

### 주연
- 코바야시 아이
- 코스기 쥬로타
- 마츠오카 유키
- 미와 아스미
- 츠바사 아키모토

### 조연
- 후지모토 유즈루
- 카와카미 토모코
- 코야마 마미
- 코야스 타케히토
- 모리카와 토시유키
- 니시카와 이쿠오
- 시노하라 에미
- 코야마 타케히로

## 제작진
- 원작자: 시로 마사무네